# Taphropiestes fusca
Taphropiestes fusca is een keversoort uit de familie Cavognathidae. De wetenschappelijke naam van de soort is voor het eerst geldig gepubliceerd in 1875 door Reitter.